# آلکورونیوم کلراید
آلکورونیوم کلراید (انگلیسی: Alcuronium chloride) یک عامل مسدود کننده عصبی عضلانی (NMB) است که به عنوان شل کننده عضلات اسکلتی شناخته می شود.
این ماده شروع اثر سریع‌تری دارد و ۱.۵ برابر قوی‌تر از توبوکورارین کلراید است. عمل فارماکولوژیک آلکورونیوم به آسانی توسط نئوستیگمین وارونه می شود و هیستامین کمی ترشح می کند. عیب اصلی آلکورونیوم این است که یک اثر واگولیتیک ایجاد می کند که توسط یک مسدود کردن انتخابی آتروپین مانند گیرنده های موسکارینی قلب ایجاد می شود.